# 長絲裸玻璃魚
長絲裸玻璃魚為輻鰭魚綱鱸形目鱸亞目雙邊魚科的一個種，分布於馬來亞及婆羅洲西部的淡水流域，體長可達3.8公分。